# Harry Anderson

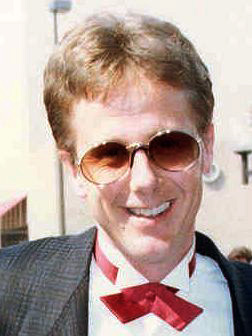
Harry Anderson (1988)

Harry Laverne Anderson (* 14. Oktober 1952 in Newport, Rhode Island; † 16. April 2018 in Asheville, North Carolina) war ein US-amerikanischer Schauspieler, Drehbuchautor und Zauberkünstler.

## Leben
Anderson besuchte die North Hollywood High School. Er arbeitete zunächst als Zauberkünstler und trat Anfang der 1980er Jahre mehrfach in Saturday Night Live auf. Zudem hatte er in der Sitcom Cheers ab 1982 eine wiederkehrende Rolle als Trickbetrüger Harry „The Hat“ Gittes. 1984 erhielt er die Hauptrolle als Richter Harry T. Stone in der Serie Harrys wundersames Strafgericht, die er bis 1992 in 193 Folgen spielte, und für die er drei Nominierungen für den Emmy Award erhielt. Er schrieb für die Serie auch einige Drehbücher und führte in zwei Folgen die Regie.
Zwischen 1993 und 1997 spielte er die Hauptrolle in der Sitcom Immer Ärger mit Dave, die auf dem Leben von Dave Barry basierte. Auch für diese Serie schrieb er Drehbücher. 1996 übernahm er die Hauptrolle des Elwood in der Komödie Mein Freund Harvey. Zu seinen weiteren Rollen gehören Gastauftritte in Parker Lewis – Der Coole von der Schule, Küß’ mich, John und Superman – Die Abenteuer von Lois & Clark, sowie eine der Hauptrollen in der Stephen-King-Verfilmung Stephen Kings Es (1990). Nach Ende der 1990er-Jahre stand er nur noch für wenige Filmproduktionen vor der Kamera. Stattdessen betrieb er in den 2000er-Jahren in New Orleans einen Zauberladen und einen Nachtclub. Seine letzte Rolle spielte Anderson 2014 als atheistischer Uniprofessor in dem christlichen Filmdrama A Matter of Faith.

## Privatleben

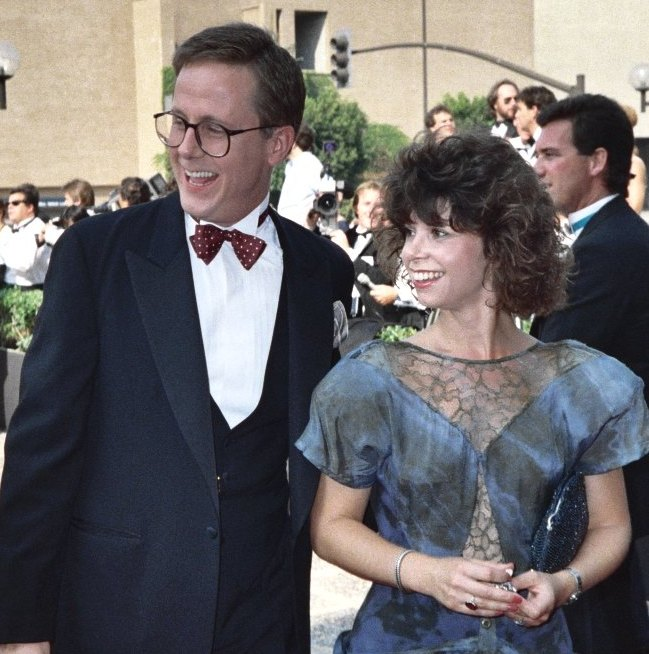
Harry Anderson mit seiner Ehefrau Leslie bei den Emmy Awards (1987)

Von 1977 bis zur Scheidung 1999 war Anderson mit Leslie Pollack verheiratet, das Paar hatte zwei Kinder. 2000 heiratete er Elizabeth Morgan, mit der er bis zu seinem Tod verheiratet blieb.
Ende Januar 2018 hatte Anderson eine Grippe und erlitt daraufhin mehrere Schlaganfälle. Am 16. April 2018 starb Anderson im Alter von 65 Jahren in seinem Haus in Asheville an einem weiteren Schlaganfall.

## Filmografie (Auswahl)
- 1982–1993: Cheers (Fernsehserie, 6 Folgen)
- 1982: Der große Zauber (The Escape Artist)
- 1984–1992: Harrys wundersames Strafgericht (Night Court, Fernsehserie, 193 Folgen)
- 1988: Spione, überall Spione (Spies, Lies & Naked Thighs)
- 1990: Stephen Kings Es (Stephen King’s It, Fernsehfilm)
- 1990: Geschichten aus der Gruft (Tales from the Crypt, Fernsehserie, Folge 2x13 Korman’s Kalamity)
- 1992: Parker Lewis – Der Coole von der Schule (Parker Lewis Can’t Lose, Fernsehserie, Folge 2x18 Glory Daze)
- 1993–1997: Immer Ärger mit Dave (Dave’s World, Fernsehserie, 98 Folgen)
- 1994: Küß’ mich, John (Hearts Afire, Fernsehserie, Folge 2x14 Sleepless in a Small Town)
- 1996: Nachtschicht mit John (The John Larroquette Show, Fernsehserie, Folge 3x14 Cosmetic Perjury)
- 1996: Mein Freund Harvey (Harvey, Fernsehfilm)
- 1997: Superman – Die Abenteuer von Lois & Clark (Lois & Clark: The New Adventures of Superman, Fernsehserie, Folge 4x22 The Family Hour)
- 2008: 30 Rock (Fernsehserie, eine Folge)
- 2014: Eine Sache des Glaubens (A Matter of Faith)

## Auszeichnungen
- 1985: Emmy-Nominierung für Harrys wundersames Strafgericht
- 1986: Emmy-Nominierung für Harrys wundersames Strafgericht
- 1987: Emmy-Nominierung für Harrys wundersames Strafgericht